# 유라시아소쩍새

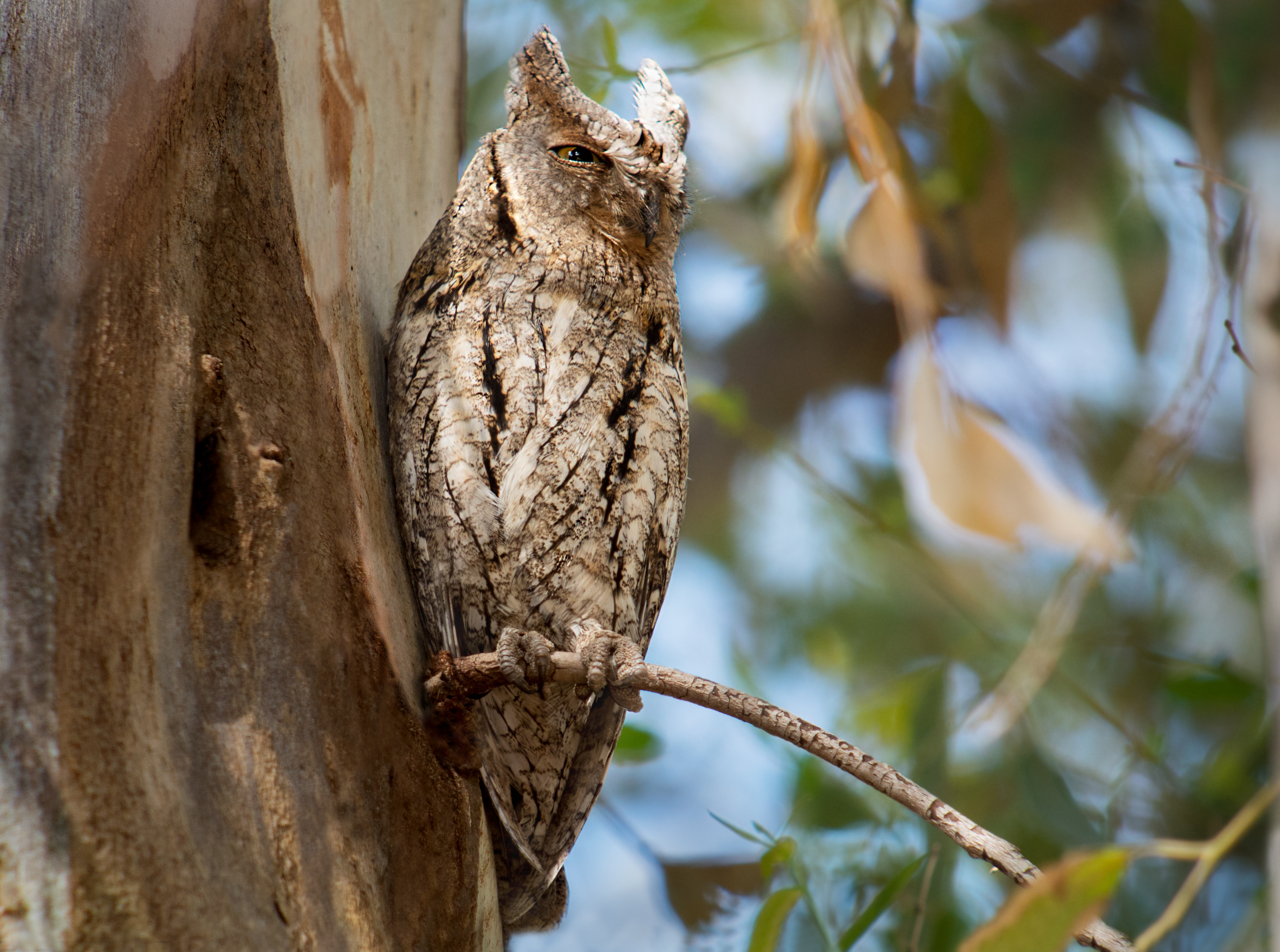

유라시아소쩍새(Eurasian scops owl, 학명: Otus scops)는 전형적인 올빼미과(Strigidae)에 속하는 작은 올빼미이다. 번식 범위는 남부 유럽에서 동쪽으로 시베리아 남부와 히말라야 서부까지 뻗어 있다. 철새로 사하라 이남 아프리카에서 겨울을 난다.

## 분류
유라시아소쩍새는 1758년 스웨덴의 자연학자 칼 린네가 그의 저서 『자연의 체계』(Systema Naturae) 제10판에 공식적으로 기재했다. 린네는 1599년 이탈리아의 자연학자 울리세 알드로반디의 기재를 인용하여 이속(Strix)의 다른 모든 올빼미와 함께 분류하고 이명법(binary name)인 Strix scops를 만들었다. 유라시아소쩍새는 현재 웨일스의 자연학자 토마스 페넌트가 1769년에 도입한 Otus 속으로 분류된다. 속명은 라틴어로 "귀달린 올빼미"를 뜻하는 otus에서 유래했다. 종소명 scops는 고대 그리스어로 작은 귀달린 올빼미를 뜻하는 skōps에서 유래했다. 이 용어는 그리스 이전 시대에 유래한 것으로 여겨지며, 민간 어원에서는 σκώπτω(skṓptō, "조롱하다") 또는 σκέπτομαι(sképtomai, "살펴보다")와 관련이 있다.
현재까지 알려진 아종은 다음과 같다.
- O. s. scops(린네, 1758) – 프랑스와 이탈리아에서 코카서스 지역까지
- O. s. mallorcae von Jordans, 1923 – 이베리아 반도, 발레아레스 제도 및 북서 아프리카
- O. s. cycladum(Tschusi, 1904) – 그리스 남부와 크레타에서 터키 남부, 시리아, 요르단까지
- O. s. turanicus(Loudon, 1905) – 이라크에서 파키스탄 북서부까지
- O.s. pulchellus (팔라스, 1771) – 카자흐스탄에서 시베리아 남부와 히말라야 서부까지